# Line Johansen
Line Johansen (ur. 12 stycznia 1970) – norweska zapaśniczka walcząca w stylu wolnym. Złota medalistka mistrzostw świata w 1993 i 1994; druga w 1987; trzecia w 1990, 1991 i 1992. Triumfatorka mistrzostw nordyckich w 1990 roku.
Dziesięciokrotna mistrzyni Norwegii w latach: 1984−1988 i 1990−1994; druga w 1989 roku.